# 噪声消除器

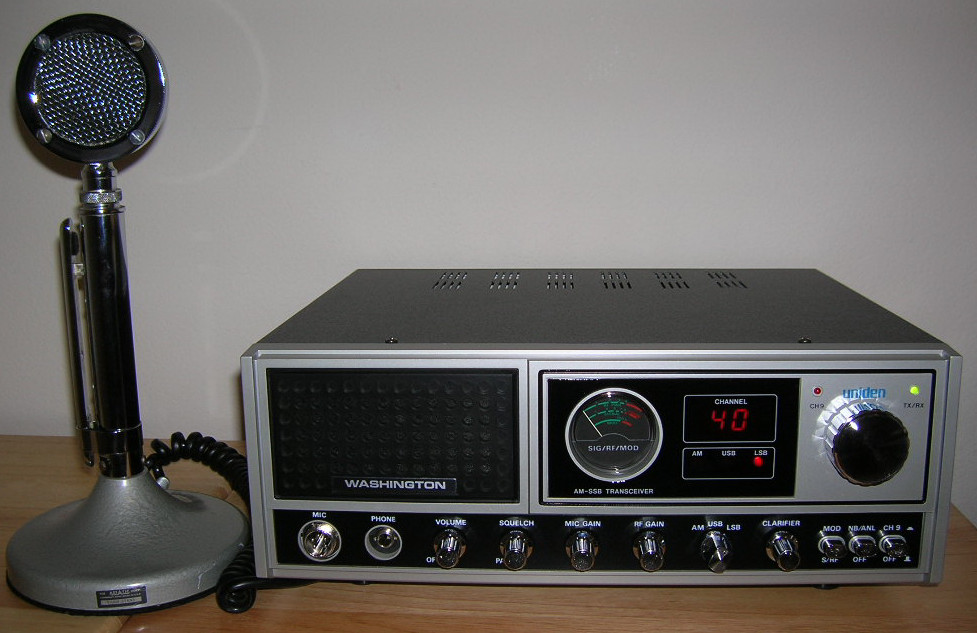
配备有噪声消除器的CB波段收发器，由前面板上的按钮控制（右起第二个）

在无线电接收机中，噪声消除器（或噪声抑制器）是一种用于减少某些类型的无线电噪声对接收信号影响的电路。它通常用于各类收发器中。噪声消除器只对脉冲型噪声（如闪电或汽车点火时产生的噪声）有效，无法改善宽带连续背景噪声或同频率干扰信号的性能。当接近所需频率的频率上有强信号时，噪声消除电路可能失效，并可能降低接收信号的质量。

## 执行
通常这是一种位于接收机中频部分的电路；当一个噪声脉冲通过中频放大器时，其幅度通常大于所需信号。噪声抑制电路会在脉冲期间暂时降低中频级的增益。更复杂的噪声抑制器可能会使用第二个中频级，并具有可调的阈值和定时特性，以减少传递到接收机音频级的噪声。
噪声抑制器最好在信号路径中的窄带滤波器之前使用，以避免在滤波后的信号中引入振铃和失真。噪声抑制器在幅度调制或单边带信号中最为有效。频率调制接收机通常包括一个信号限幅器阶段，用于抑制噪声脉冲。